# Campeonato Sergipano de Futebol de 2005 - Série A2
O Campeonato Sergipano da Série A2 de 2005 foi a 15º edição do torneio que corresponde à segunda divisão do futebol em Sergipe.

## Formato

### Primeira Fase
Nessa fase as 10 equipes são divididas em dois grupos o grupo A e o grupo B ambas possuem 5  equipes. As associações realizam jogos de ida e volta dentro de seus grupos, classificando-se para a próxima fase as 2 melhores equipes de cada grupo.

### Segunda Fase
As 4 equipes classificadas jogam as partidas semifianis em ida e volta até chegar a  final respectivamente.As equipes campeã e vice-campeã ascenderão ao Sergipão em 2006.

### Critérios de desempate
Persistindo empate em número de pontos serão aplicados os seguintes critérios na ordem que forem citados.
1. Maior número de vitórias;

2. Maior saldo de gols;

3. Maior número de gols pró;

4. Menor número de gols contra;

5. Confronto direto entre as Associações;

6. Menor número de cartões vermelho recebidos;

7. Menor número de cartões amarelo recebidos;

8. Sorteio.

## Equipes Participantes
Abaixo a lista dos clubes que participaram do campeonato em 2005. 
| Baixa | Equipes rebaixadas da Série A1 de 2004 |

OBSO Olímpico Futebol Clube mudou de sede e de nome, passando a chamar-se Olímpico Pirambu Futebol Clube e jogando na cidade de Pirambu.

## Primeira Fase

### Grupo A
| Pos | Times         | Pts | J | V | E | D | GP | GC | SG  |
| --- | ------------- | --- | - | - | - | - | -- | -- | --- |
| 1   | Amadense      | 19  | 8 | 6 | 1 | 1 | 23 | 6  | +17 |
| 2   | Cotinguiba    | 13  | 8 | 3 | 4 | 1 | 8  | 6  | +2  |
| 3   | São Cristóvão | 9   | 8 | 2 | 3 | 3 | 10 | 14 | -4  |
| 4   | Estanciano    | 8   | 8 | 2 | 2 | 4 | 5  | 13 | -8  |
| 5   | Coritiba-SE   | 5   | 8 | 1 | 2 | 5 | 7  | 14 | -7  |

|               | AMA   | CTB   | COT   | EST   | SCR   |
| ------------- | ----- | ----- | ----- | ----- | ----- |
| Amadense      | —     | 2 – 0 | 3 – 0 | 4 – 0 | 6 – 2 |
| Coritiba-SE   | 0 – 3 | —     | 0 – 1 | 3 – 1 | 1 – 3 |
| Cotinguiba    | 3 – 0 | 2 – 2 | —     | 0 – 0 | 1 – 1 |
| Estanciano    | 0 – 4 | 1 – 0 | 0 – 0 | —     | 3 – 1 |
| São Cristóvão | 1 – 1 | 1 – 1 | 0 – 1 | 1 – 0 | —     |

|  |                     |  |        |  |                      |
|  | Vitória do Mandante |  | Empate |  | Vitória do Visitante |

#### Rodadas na liderança e Lanterna
Em negrito, os clubes que mais permaneceram na liderança.
| Liderança  | Liderança  | Liderança  | Liderança  | Liderança  | Liderança  | Liderança  | Liderança  | Liderança  | Liderança |
| ---------- | ---------- | ---------- | ---------- | ---------- | ---------- | ---------- | ---------- | ---------- | --------- |
| 1          | 2          | 3          | 4          | 5          | 6          | 7          | 8          | 9          | 10        |
| SCR        | AMADENSE   | AMADENSE   | AMADENSE   | AMADENSE   | AMADENSE   | AMADENSE   | AMADENSE   | AMADENSE   | AMADENSE  |
| Lanterna   |            |            |            |            |            |            |            |            |           |
| 1          | 2          | 3          | 4          | 5          | 6          | 7          | 8          | 9          | 10        |
| ESTANCIANO | ESTANCIANO | ESTANCIANO | ESTANCIANO | ESTANCIANO | ESTANCIANO | ESTANCIANO | ESTANCIANO | ESTANCIANO | CTB       |

#### Resultados
| 13 de agosto de 2005 | São Cristóvão | 1 – 1 | Coritiba-SE | Carmópolis                |
|                      |               |       |             | Estádio: Idalito Oliveira |

| 13 de agosto de 2005 | Estanciano | 0 – 0 | Cotinguiba | Estância                 |
|                      |            |       |            | Estádio: Estádio Francão |

| 20 de agosto de 2005 | Cotinguiba | 1 – 1 | São Cristóvão | Barra dos Coqueiros |
|                      |            |       |               | Estádio: João Cruz  |

| 20 de agosto de 2005 | Coritiba-SE | 0 – 3 | Amadense | Itabaiana                  |
|                      |             |       |          | Estádio: Presidente Médici |

| 28 de agosto de 2005 | Amadense | 3 – 0 | Cotinguiba | Nossa Senhora da Glória  |
|                      |          |       |            | Estádio: Editon Oliveira |

| 28 de agosto de 2005 | São Cristóvão | 1 – 0 | Estanciano | Carmópolis                |
|                      |               |       |            | Estádio: Idalito Oliveira |

| 3 de setembro de 2005 | Estanciano | 0 – 4 | Amadense | Estância                 |
|                       |            |       |          | Estádio: Estádio Francão |

| 3 de setembro de 2005 | Cotinguiba | 2 – 2 | Coritiba-SE | Barra dos Coqueiros |
|                       |            |       |             | Estádio: João Cruz  |

| 10 de setembro de 2005 | Coritiba-SE | 3 – 1 | Estanciano | Itabaiana                  |
|                        |             |       |            | Estádio: Presidente Médici |

| 10 de setembro de 2005 | Amadense | 6 – 2 | São Cristóvão | Nossa Senhora da Glória  |
|                        |          |       |               | Estádio: Editon Oliveira |

| 17 de setembro de 2005 | Coritiba-SE | 1 – 3 | São Cristóvão | Itabaiana                  |
|                        |             |       |               | Estádio: Presidente Médici |

| 17 de setembro de 2005 | Cotinguiba | 0 – 0 | Estanciano | Barra dos Coqueiros |
|                        |            |       |            | Estádio: João Cruz  |

| 25 de setembro de 2005 | São Cristóvão | 0 – 1 | Cotinguiba | Carmópolis                |
|                        |               |       |            | Estádio: Idalito Oliveira |

| 25 de setembro de 2005 | Amadense | 2 – 0 | Coritiba-SE | Nossa Senhora da Glória  |
|                        |          |       |             | Estádio: Editon Oliveira |

| 1 de outubro de 2005 | Cotinguiba | 3 – 0 | Amadense | Barra dos Coqueiros |
|                      |            |       |          | Estádio: João Cruz  |

| 1 de outubro de 2005 | Estanciano | 3 – 1 | São Cristóvão | Estância                 |
|                      |            |       |               | Estádio: Estádio Francão |

| 8 de outubro de 2005 | Coritiba-SE | 0 – 1 | Cotinguiba | Itabaiana                  |
|                      |             |       |            | Estádio: Presidente Médici |

| 8 de outubro de 2005 | Amadense | 4 – 0 | Estanciano | Nossa Senhora da Glória  |
|                      |          |       |            | Estádio: Editon Oliveira |

| 15 de outubro de 2005 | Estanciano | 1 – 0 | Coritiba-SE | Estância                 |
|                       |            |       |             | Estádio: Estádio Francão |

| 15 de outubro de 2005 | São Cristóvão | 1 – 1 | Amadense | Carmópolis                |
|                       |               |       |          | Estádio: Idalito Oliveira |

### Grupo B
| Pos | Times         | Pts | J | V | E | D | GP | GC | SG  |
| --- | ------------- | --- | - | - | - | - | -- | -- | --- |
| 1   | Pirambu       | 18  | 8 | 5 | 3 | 0 | 23 | 3  | +20 |
| 2   | Propriá       | 10  | 8 | 3 | 1 | 4 | 13 | 13 | 0   |
| 3   | Neópolis[NEÓ] | 8   | 8 | 4 | 2 | 2 | 14 | 11 | +3  |
| 4   | Dorense       | 8   | 8 | 2 | 2 | 4 | 7  | 9  | -3  |
| 5   | Canindé       | 4   | 8 | 1 | 1 | 6 | 3  | 23 | -19 |

|          | CAN   | DOR   | NEÓ   | PIR   | PRO   |
| -------- | ----- | ----- | ----- | ----- | ----- |
| Canindé  | —     | 0 – 4 | 1 – 4 | 0 – 7 | 1 – 0 |
| Dorense  | 0 – 0 | —     | 1 – 2 | 0 – 1 | 2 – 1 |
| Neópolis | 1 – 0 | 0 – 0 | —     | 1 – 1 | 3 – 1 |
| Pirambu  | 5 – 0 | 2 – 0 | 2 – 2 | —     | 5 – 0 |
| Propriá  | 3 – 1 | 3 – 0 | 5 – 1 | 0 – 0 | —     |

|  |                     |  |        |  |                      |
|  | Vitória do Mandante |  | Empate |  | Vitória do Visitante |

#### Rodadas na liderança e Lanterna
Em negrito, os clubes que mais permaneceram na liderança.
| Liderança | Liderança | Liderança | Liderança | Liderança | Liderança | Liderança | Liderança | Liderança | Liderança |
| --------- | --------- | --------- | --------- | --------- | --------- | --------- | --------- | --------- | --------- |
| 1         | 2         | 3         | 4         | 5         | 6         | 7         | 8         | 9         | 10        |
| PIRAMBU   |           |           |           |           |           |           |           |           |           |
| Lanterna  |           |           |           |           |           |           |           |           |           |
| 1         | 2         | 3         | 4         | 5         | 6         | 7         | 8         | 9         | 10        |
| CAN       | NEÓPOLIS  | NEÓPOLIS  | DOR       | CANINDÉ   | CANINDÉ   | CANINDÉ   | CANINDÉ   | CANINDÉ   | CANINDÉ   |

#### Resultados
| 13 de agosto de 2004 | Propriá | 5 – 1 | Neópolis | Propriá                      |
|                      |         |       |          | Estádio: Constantino Tavares |

| 14 de agosto de 2004 | Pirambu | 5 – 0 | Canindé | Pirambu              |
|                      |         |       |         | Estádio: André Moura |

| 20 de agosto de 2004 | Neópolis | 0 – 0 | Dorense | Neópolis               |
|                      |          |       |         | Estádio: Vila Passagem |

| 20 de agosto de 2004 | Canindé | 1 – 0 | Propriá | Canindé de São Francisco  |
|                      |         |       |         | Estádio: Estádio Andrezão |

| 27 de agosto de 2004 | Propriá | 0 – 0 | Pirambu | Propriá                      |
|                      |         |       |         | Estádio: Constantino Tavares |

| 28 de agosto de 2004 | Dorense | 0 – 0 | Canindé | Nossa Senhora das Dores  |
|                      |         |       |         | Estádio: Ariston Azevedo |

| 3 de setembro de 2004 | Pirambu | 2 – 0 | Dorense | Pirambu              |
|                       |         |       |         | Estádio: André Moura |

| 3 de setembro de 2004 | Canindé | 1 – 4 | Neópolis | Canindé de São Francisco  |
|                       |         |       |          | Estádio: Estádio Andrezão |

| 10 de setembro de 2004 | Neópolis | 1 – 1 | Pirambu | Neópolis               |
|                        |          |       |         | Estádio: Vila Passagem |

| 11 de setembro de 2004 | Dorense | 2 – 1 | Propriá | Nossa Senhora das Dores  |
|                        |         |       |         | Estádio: Ariston Azevedo |

| 17 de setembro de 2004 | Neópolis | 3 – 1 | Propriá | Neópolis               |
|                        |          |       |         | Estádio: Vila Passagem |

| 18 de setembro de 2004 | Canindé | 0 – 7 | Pirambu | Canindé de São Francisco  |
|                        |         |       |         | Estádio: Estádio Andrezão |

| 24 de setembro de 2004 | Propriá | 3 – 1 | Canindé | Propriá                      |
|                        |         |       |         | Estádio: Constantino Tavares |

| 25 de setembro de 2004 | Dorense | 1 – 2 | Neópolis | Nossa Senhora das Dores  |
|                        |         |       |          | Estádio: Ariston Azevedo |

| 1 de outubro de 2004 | Pirambu | 5 – 0 | Propriá | Pirambu              |
|                      |         |       |         | Estádio: André Moura |

| 2 de outubro de 2004 | Canindé | 0 – 4 | Dorense | Canindé de São Francisco  |
|                      |         |       |         | Estádio: Estádio Andrezão |

| 8 de outubro de 2004 | Neópolis | 1 – 0 | Canindé | Neópolis               |
|                      |          |       |         | Estádio: Vila Passagem |

| 8 de outubro de 2004 | Dorense | 0 – 1 | Pirambu | Nossa Senhora das Dores  |
|                      |         |       |         | Estádio: Ariston Azevedo |

| 10 de outubro de 2004 | Pirambu | 2 – 2 | Neópolis | Pirambu              |
|                       |         |       |          | Estádio: André Moura |

| 10 de outubro de 2004 | Propriá | 3 – 0 | Dorense | Propriá                      |
|                       |         |       |         | Estádio: Constantino Tavares |

## Cruzamento Olímpico
|  | Semifinais | Semifinais | Semifinais | Semifinais |   |         | Final | Final | Final | Final |
|  |            |            |            |            |   |         |       |       |       |       |
|  | Pirambu    | 2          | 2          | 4          |   |         |       |       |       |       |
|  | Cotinguiba | 0          | 0          | 0          |   |         |       |       |       |       |
|  | Cotinguiba | 0          | 0          | 0          |   | Pirambu | 3     | 1     | 4     |       |
|  |            |            |            |            |   | Pirambu | 3     | 1     | 4     |       |
|  |            | Amadense   | 0          | 1          | 1 |         |       |       |       |       |
|  | Amadense   | Amadense   | 0          | 1          | 1 | 2       | 0     | 2     |       |       |
|  | Amadense   |            |            |            |   | 2       | 0     | 2     |       |       |
|  | Propriá    | 1          | 0          | 1          |   |         |       |       |       |       |

| 22 de outubro de 2005 | Cotinguiba | 0 – 2 | Pirambu | Aracaju                   |
|                       |            |       |         | Estádio: Estádio Batistão |

| 22 de outubro de 2005 | Propriá | 1 – 2 | Amadense | Propriá                      |
|                       |         |       |          | Estádio: Constantino Tavares |

| 30 de outubro de 2005 | Amadense | 0 – 0 | Propriá | Nossa Senhora da Glória  |
|                       |          |       |         | Estádio: Editon Oliveira |

| 30 de outubro de 2005 | Pirambu | 2 – 0 | Cotinguiba | Pirambu              |
|                       |         |       |            | Estádio: André Moura |

| 6 de novembro de 2005 | Amadense | 0 – 3 | Pirambu | Nossa Senhora da Glória  |
|                       |          |       |         | Estádio: Editon Oliveira |

| 13 de novembro de 2005 | Pirambu | 1 – 1 | Amadense | Pirambu              |
|                        |         |       |          | Estádio: André Moura |

### Premiação
| Campeonato Sergipano de 2005 Série A2 |
| ------------------------------------- |
| Pirambu Campeão (3º título)           |

## Classificação Geral
- [NEÓ]: O Neópolis perdeu 6 pontos por escalar um jogador irregular.